# Treizième district congressionnel de Caroline du Nord
Le 13e district congressionnel de Caroline du Nord a été rétabli en 2002 après que l'État a gagné en population lors du recensement américain de 2000. Auparavant, l'État comptait treize districts depuis la première élection suivant le recensement de 1810 jusqu'à la redistribution suivant le recensement de 1840.
Le 13e district est actuellement représenté la démocrate par Wiley Nickel.

## Histoire
De 2003 à 2013, le district comprenait la totalité des comtés de Person et Caswell ainsi que certaines parties des comtés d'Alamance, Granville, Guilford, Rockingham et Wake. Cependant, la redistribution après le recensement de 2010 a déplacé le district davantage vers le sud et l'est. En conséquence, il a perdu sa part des comtés d'Alamance, Caswell, Guilford, Person et Rockingham. À la place de ces cinq comtés, des parties des comtés de Durham, Edgecombe, Franklin, Nash, Vance, Wayne et Wilson ont été ajoutées. Une moins grande partie du comté de Granville et une plus grande partie du comté de Wake ont également été incluses. Alors que Barack Obama avait remporté l'ancien 13e avec 59 % des voix en 2008, John McCain l'aurait remporté avec 54 % des voix s'il avait existé selon les nouvelles lignes.
En conséquence, le représentant démocrate Brad Miller, qui représentait le district depuis sa création en 2003, a annoncé qu'il ne chercherait pas à être réélu en 2012,. De 2013 à 2017, le district était représenté par le Républicain George Holding.
Après le redécoupage du milieu de la décennie, la majeure partie de l'ancien 13e district a été essentiellement fusionnée avec l'ancien 2e district. Un nouveau 13e a été créé, s'étendant de la banlieue nord de Charlotte à Greensboro. Le républicain Ted Budd est devenu le premier représentant de ce nouveau district.
En 2021, un nouveau 13e district a été créé qui comprenait les comtés à l'ouest de Charlotte. Alors que le président de la Chambre des représentants de Caroline du Nord, Tim Moore, devait se présenter pour le siège, il a déclaré qu'il ne le ferait pas après que Madison Cawthorn a annoncé sa candidature.
En 2022, la Cour suprême de Caroline du Nord a rejeté les districts redessinés, approuvant plus tard une nouvelle carte dans laquelle le 13e district comprenait le comté de Johnston et des parties des comtés de Harnett, Wake et Wayne dans la région de Raleigh.

## Comtés
Comtés dans la carter 2023 - 2025
- Harnett
- Johnston
- Wake
- Wayne

## Historique de vote
| Année | Poste     | Résultats              |
| ----- | --------- | ---------------------- |
| 2000  | Président | Bush 50,0 % – 49,0 %   |
| 2004  | Président | Kerry 52,0 % – 47,0 %  |
| 2008  | Président | Obama 59,0 % – 40,0 %  |
| 2012  | Président | Romney 56,0 % – 42,0 % |
| 2016  | Président | Trump 53,0 % – 44,0 %  |
| 2020  | Président | Trump 67,0 % – 31,0 %  |

## Liste des Représentants du district
| Membre                              | Parti                 | Années                          | Congrès     | Histoire électorale | Zone géographique |
| ----------------------------------- | --------------------- | ------------------------------- | ----------- | --- | ----------------- |
| District établit le 4 mars 1813     |                       |                                 |             | |                   |
| Meshack Franklin (en)               | Républicain-Démocrate | 4 mars 1813 - 3 mars 1815       | 13e         | Redécoupage depuis le 12e district et réélu en 1813. Perd sa réélection. | 1813–1823         |
| Lewis Williams (en)                 | Républicain-Démocrate | 4 mars 1815 - 3 mars 1825       | 14e - 27e   | Élu en 1815. Réélu en 1817. Réélu en 1819. Réélu en 1821. Réélu en 1823. Réélu en 1825. Réélu en 1827. Réélu en 1829. Réélu en 1831. Réélu en 1833. Réélu en 1835. Réélu en 1837. Réélu en 1839. Réélu en 1841. Décès. | 1813–1823         |
| Lewis Williams (en)                 | Républicain-Démocrate | 4 mars 1815 - 3 mars 1825       | 14e - 27e   | Élu en 1815. Réélu en 1817. Réélu en 1819. Réélu en 1821. Réélu en 1823. Réélu en 1825. Réélu en 1827. Réélu en 1829. Réélu en 1831. Réélu en 1833. Réélu en 1835. Réélu en 1837. Réélu en 1839. Réélu en 1841. Décès. | 1823–1833         |
| Lewis Williams (en)                 | Anti-Jacksonien       | 4 mars 1825 - 3 mars 1837       | 14e - 27e   | Élu en 1815. Réélu en 1817. Réélu en 1819. Réélu en 1821. Réélu en 1823. Réélu en 1825. Réélu en 1827. Réélu en 1829. Réélu en 1831. Réélu en 1833. Réélu en 1835. Réélu en 1837. Réélu en 1839. Réélu en 1841. Décès. |                   |
| Lewis Williams (en)                 | Anti-Jacksonien       | 4 mars 1825 - 3 mars 1837       | 14e - 27e   | Élu en 1815. Réélu en 1817. Réélu en 1819. Réélu en 1821. Réélu en 1823. Réélu en 1825. Réélu en 1827. Réélu en 1829. Réélu en 1831. Réélu en 1833. Réélu en 1835. Réélu en 1837. Réélu en 1839. Réélu en 1841. Décès. | 1833–1843         |
| Lewis Williams (en)                 | Whig                  | 4 mars 1837 - 23 février 1842   | 14e - 27e   | Élu en 1815. Réélu en 1817. Réélu en 1819. Réélu en 1821. Réélu en 1823. Réélu en 1825. Réélu en 1827. Réélu en 1829. Réélu en 1831. Réélu en 1833. Réélu en 1835. Réélu en 1837. Réélu en 1839. Réélu en 1841. Décès. |                   |
| Vacant                              | Vacant                | 23 février 1842 - 27 avril 1842 | 27e         | |                   |
| Anderson Mitchell (en)              | Whig                  | 27 avril 1842 - 3 mars 1843     | 27e         | Élu pour terminer le mandat de Williams. Redécoupage vers le 3e district et perd sa réélection. |                   |
| District supprimé le 4 mars 1843    |                       |                                 |             | |                   |
| District rétablit le 3 janvier 2003 |                       |                                 |             | |                   |
| Brad Miller (en)                    | Démocrate             | 3 janvier 2003 - 3 janvier 2013 | 108e - 112e | Élu en 2002. Réélu en 2004. Réélu en 2006. Réélu en 2008. Réélu en 2010. Retrait. | 2003–2013         |
| George Holding                      | Républicain           | 3 janvier 2013 - 3 janvier 2017 | 113e , 114e | Élu en 2012. Réélu en 2014. Redécoupage vers le 2e district. | 2013–2017         |
| Ted Budd                            | Républicain           | 3 janvier 2017 - 3 janvier 2023 | 115e - 117e | Élu en 2016. Réélu en 2018. Réélu en 2020. Retrait pour se présenter come Sénateur des États-Unis. | 2017–2021         |
| Ted Budd                            | Républicain           | 3 janvier 2017 - 3 janvier 2023 | 115e - 117e | Élu en 2016. Réélu en 2018. Réélu en 2020. Retrait pour se présenter come Sénateur des États-Unis. | 2021–2023         |
| Wiley Nickel                        | Démocrate             | 3 janvier 2023 - Présent        | 118e        | Élu en 2022. Retrait à la fin de son mandat | 2023–2025         |
| TBD                                 | TBD                   | À partir du 3 janvier 2025      | 119e - ...  | Sera élu(e) en 2024. | 2025–2033         |

## Résultats des récentes élections
Voici les résultats des dix précédent cycles électoraux dans le district.

### 2004
| Élection de 2004 du 13e district congressionnel de Caroline du Nord | Élection de 2004 du 13e district congressionnel de Caroline du Nord | Élection de 2004 du 13e district congressionnel de Caroline du Nord | Élection de 2004 du 13e district congressionnel de Caroline du Nord | Élection de 2004 du 13e district congressionnel de Caroline du Nord |
| ------------------------------------------------------------------- | ------------------------------------------------------------------- | ------------------------------------------------------------------- | ------------------------------------------------------------------- | ------------------------------------------------------------------- |
| Parti                                                               | Parti                                                               | Candidat                                                            | Votes                                                               | %                                                                   |
|                                                                     | Démocrate                                                           | Brad Miller (en) (sortant)                                          | 160 896                                                             | 58,79                                                               |
|                                                                     | Républicain                                                         | Virginia Johnson                                                    | 112 788                                                             | 41,21                                                               |
| Total des votes                                                     | Total des votes                                                     | Total des votes                                                     | 273 684                                                             | 100 %                                                               |
|                                                                     | Les Démocrates conservent                                           |                                                                     |                                                                     |                                                                     |

### 2006
| Élection de 2006 du 13e district congressionnel de Caroline du Nord | Élection de 2006 du 13e district congressionnel de Caroline du Nord | Élection de 2006 du 13e district congressionnel de Caroline du Nord | Élection de 2006 du 13e district congressionnel de Caroline du Nord | Élection de 2006 du 13e district congressionnel de Caroline du Nord |
| ------------------------------------------------------------------- | ------------------------------------------------------------------- | ------------------------------------------------------------------- | ------------------------------------------------------------------- | ------------------------------------------------------------------- |
| Parti                                                               | Parti                                                               | Candidat                                                            | Votes                                                               | %                                                                   |
|                                                                     | Démocrate                                                           | Brad Miller (en) (sortant)                                          | 98 540                                                              | 63,71                                                               |
|                                                                     | Républicain                                                         | Vernon Robinson                                                     | 56 120                                                              | 36,29                                                               |
| Total des votes                                                     | Total des votes                                                     | Total des votes                                                     | 154 660                                                             | 100 %                                                               |
|                                                                     | Les Démocrates conservent                                           |                                                                     |                                                                     |                                                                     |

### 2008
| Élection de 2008 du 13e district congressionnel de Caroline du Nord | Élection de 2008 du 13e district congressionnel de Caroline du Nord | Élection de 2008 du 13e district congressionnel de Caroline du Nord | Élection de 2008 du 13e district congressionnel de Caroline du Nord | Élection de 2008 du 13e district congressionnel de Caroline du Nord |
| ------------------------------------------------------------------- | ------------------------------------------------------------------- | ------------------------------------------------------------------- | ------------------------------------------------------------------- | ------------------------------------------------------------------- |
| Parti                                                               | Parti                                                               | Candidat                                                            | Votes                                                               | %                                                                   |
|                                                                     | Démocrate                                                           | Brad Miller (en) (sortant)                                          | 221 379                                                             | 65,93                                                               |
|                                                                     | Républicain                                                         | Hugh Webster                                                        | 114 383                                                             | 34,07                                                               |
| Total des votes                                                     | Total des votes                                                     | Total des votes                                                     | 335 762                                                             | 100 %                                                               |
|                                                                     | Les Démocrates conservent                                           |                                                                     |                                                                     |                                                                     |

### 2010
| Élection de 2010 du 13e district congressionnel de Caroline du Nord | Élection de 2010 du 13e district congressionnel de Caroline du Nord | Élection de 2010 du 13e district congressionnel de Caroline du Nord | Élection de 2010 du 13e district congressionnel de Caroline du Nord | Élection de 2010 du 13e district congressionnel de Caroline du Nord |
| ------------------------------------------------------------------- | ------------------------------------------------------------------- | ------------------------------------------------------------------- | ------------------------------------------------------------------- | ------------------------------------------------------------------- |
| Parti                                                               | Parti                                                               | Candidat                                                            | Votes                                                               | %                                                                   |
|                                                                     | Démocrate                                                           | Brad Miller (en) (sortant)                                          | 116 103                                                             | 55,50                                                               |
|                                                                     | Républicain                                                         | Bill Randall                                                        | 93 099                                                              | 44,50                                                               |
| Total des votes                                                     | Total des votes                                                     | Total des votes                                                     | 209 202                                                             | 100 %                                                               |
|                                                                     | Les Démocrates conservent                                           |                                                                     |                                                                     |                                                                     |

### 2012
| Élection de 2012 du 13e district congressionnel de Caroline du Nord | Élection de 2012 du 13e district congressionnel de Caroline du Nord | Élection de 2012 du 13e district congressionnel de Caroline du Nord | Élection de 2012 du 13e district congressionnel de Caroline du Nord | Élection de 2012 du 13e district congressionnel de Caroline du Nord |
| ------------------------------------------------------------------- | ------------------------------------------------------------------- | ------------------------------------------------------------------- | ------------------------------------------------------------------- | ------------------------------------------------------------------- |
| Parti                                                               | Parti                                                               | Candidat                                                            | Votes                                                               | %                                                                   |
|                                                                     | Républicain                                                         | George Holding                                                      | 210 495                                                             | 56,8                                                                |
|                                                                     | Démocrate                                                           | Charles Malone                                                      | 160 115                                                             | 43,2                                                                |
| Total des votes                                                     | Total des votes                                                     | Total des votes                                                     | 370 610                                                             | 100 %                                                               |
|                                                                     | Les Républicains prennent aux Démocrates                            |                                                                     |                                                                     |                                                                     |

### 2014
| Élection de 2014 du 13e district congressionnel de Caroline du Nord | Élection de 2014 du 13e district congressionnel de Caroline du Nord | Élection de 2014 du 13e district congressionnel de Caroline du Nord | Élection de 2014 du 13e district congressionnel de Caroline du Nord | Élection de 2014 du 13e district congressionnel de Caroline du Nord |
| ------------------------------------------------------------------- | ------------------------------------------------------------------- | ------------------------------------------------------------------- | ------------------------------------------------------------------- | ------------------------------------------------------------------- |
| Parti                                                               | Parti                                                               | Candidat                                                            | Votes                                                               | %                                                                   |
|                                                                     | Républicain                                                         | George Holding (sortante)                                           | 153 991                                                             | 57,3                                                                |
|                                                                     | Démocrate                                                           | Brenda Cleary                                                       | 114 718                                                             | 42,7                                                                |
| Total des votes                                                     | Total des votes                                                     | Total des votes                                                     | 268 709                                                             | 100 %                                                               |
|                                                                     | Les Républicains conservent                                         |                                                                     |                                                                     |                                                                     |

### 2016
| Élection de 2016 du 13e district congressionnel de Caroline du Nord | Élection de 2016 du 13e district congressionnel de Caroline du Nord | Élection de 2016 du 13e district congressionnel de Caroline du Nord | Élection de 2016 du 13e district congressionnel de Caroline du Nord | Élection de 2016 du 13e district congressionnel de Caroline du Nord |
| ------------------------------------------------------------------- | ------------------------------------------------------------------- | ------------------------------------------------------------------- | ------------------------------------------------------------------- | ------------------------------------------------------------------- |
| Parti                                                               | Parti                                                               | Candidat                                                            | Votes                                                               | %                                                                   |
|                                                                     | Républicain                                                         | Ted Budd                                                            | 199 443                                                             | 56,1                                                                |
|                                                                     | Démocrate                                                           | Bruce Davis                                                         | 156 049                                                             | 43,9                                                                |
| Total des votes                                                     | Total des votes                                                     | Total des votes                                                     | 355 492                                                             | 100 %                                                               |
|                                                                     | Les Républicains conservent                                         |                                                                     |                                                                     |                                                                     |

### 2018
| Élection de 2018 du 13e district congressionnel de Caroline du Nord | Élection de 2018 du 13e district congressionnel de Caroline du Nord | Élection de 2018 du 13e district congressionnel de Caroline du Nord | Élection de 2018 du 13e district congressionnel de Caroline du Nord | Élection de 2018 du 13e district congressionnel de Caroline du Nord |
| ------------------------------------------------------------------- | ------------------------------------------------------------------- | ------------------------------------------------------------------- | ------------------------------------------------------------------- | ------------------------------------------------------------------- |
| Parti                                                               | Parti                                                               | Candidat                                                            | Votes                                                               | %                                                                   |
|                                                                     | Républicain                                                         | Ted Budd (sortant)                                                  | 147 570                                                             | 51,5                                                                |
|                                                                     | Démocrate                                                           | Kathy Manning                                                       | 130 402                                                             | 45,6                                                                |
|                                                                     | Libertarien                                                         | Tom Bailey                                                          | 5 513                                                               | 1,9                                                                 |
|                                                                     | Vert                                                                | Robert Corriher                                                     | 2 831                                                               | 1,0                                                                 |
| Total des votes                                                     | Total des votes                                                     | Total des votes                                                     | 286 316                                                             | 100 %                                                               |
|                                                                     | Les Républicains conservent                                         |                                                                     |                                                                     |                                                                     |

### 2020
| Élection de 2020 du 13e district congressionnel de Caroline du Nord | Élection de 2020 du 13e district congressionnel de Caroline du Nord | Élection de 2020 du 13e district congressionnel de Caroline du Nord | Élection de 2020 du 13e district congressionnel de Caroline du Nord | Élection de 2020 du 13e district congressionnel de Caroline du Nord |
| ------------------------------------------------------------------- | ------------------------------------------------------------------- | ------------------------------------------------------------------- | ------------------------------------------------------------------- | ------------------------------------------------------------------- |
| Parti                                                               | Parti                                                               | Candidat                                                            | Votes                                                               | %                                                                   |
|                                                                     | Républicain                                                         | Ted Budd (sortant)                                                  | 267 181                                                             | 68,2                                                                |
|                                                                     | Démocrate                                                           | Scott Huffman                                                       | 124 684                                                             | 31,8                                                                |
| Total des votes                                                     | Total des votes                                                     | Total des votes                                                     | 391 865                                                             | 100 %                                                               |
|                                                                     | Les Républicains conservent                                         |                                                                     |                                                                     |                                                                     |

### 2022
| Primaire républicaine de 2022 du 13e district congressionnel de Caroline du Nord | Primaire républicaine de 2022 du 13e district congressionnel de Caroline du Nord | Primaire républicaine de 2022 du 13e district congressionnel de Caroline du Nord | Primaire républicaine de 2022 du 13e district congressionnel de Caroline du Nord | Primaire républicaine de 2022 du 13e district congressionnel de Caroline du Nord |
| -------------------------------------------------------------------------------- | -------------------------------------------------------------------------------- | -------------------------------------------------------------------------------- | -------------------------------------------------------------------------------- | -------------------------------------------------------------------------------- |
| Parti                                                                            | Parti                                                                            | Candidat                                                                         | Votes                                                                            | %                                                                                |
|                                                                                  | Républicain                                                                      | Bo Hines                                                                         | 17 602                                                                           | 32,1                                                                             |
|                                                                                  | Républicain                                                                      | DeVan Barbour IV                                                                 | 12 426                                                                           | 22,6                                                                             |
|                                                                                  | Républicain                                                                      | Kelly Daughtry                                                                   | 9 300                                                                            | 16,9                                                                             |
|                                                                                  | Républicain                                                                      | Kent Keirsey                                                                     | 6 223                                                                            | 11,3                                                                             |
|                                                                                  | Républicain                                                                      | Renee Ellmers                                                                    | 5 176                                                                            | 9,4                                                                              |
|                                                                                  | Républicain                                                                      | Chad Slotta                                                                      | 3 074                                                                            | 5,6                                                                              |
|                                                                                  | Républicain                                                                      | Jessica Morel                                                                    | 738                                                                              | 1,3                                                                              |
|                                                                                  | Républicain                                                                      | Kevin Alan Wolff                                                                 | 344                                                                              | 0,6                                                                              |

| Primaire démocrate de 2022 du 13e district congressionnel de Caroline du Nord | Primaire démocrate de 2022 du 13e district congressionnel de Caroline du Nord | Primaire démocrate de 2022 du 13e district congressionnel de Caroline du Nord | Primaire démocrate de 2022 du 13e district congressionnel de Caroline du Nord | Primaire démocrate de 2022 du 13e district congressionnel de Caroline du Nord |
| ----------------------------------------------------------------------------- | ----------------------------------------------------------------------------- | ----------------------------------------------------------------------------- | ----------------------------------------------------------------------------- | ----------------------------------------------------------------------------- |
| Parti                                                                         | Parti                                                                         | Candidat                                                                      | Votes                                                                         | %                                                                             |
|                                                                               | Démocrate                                                                     | Wiley Nickel                                                                  | 23 155                                                                        | 51,6                                                                          |
|                                                                               | Démocrate                                                                     | Sam Searcy                                                                    | 10 284                                                                        | 22,9                                                                          |
|                                                                               | Démocrate                                                                     | Jamie Campbell Bowles                                                         | 4 217                                                                         | 9,4                                                                           |
|                                                                               | Démocrate                                                                     | Nathan Click                                                                  | 3 866                                                                         | 8,6                                                                           |
|                                                                               | Démocrate                                                                     | Denton Lee                                                                    | 3 311                                                                         | 7,4                                                                           |

| Élection de 2022 du 13e district congressionnel de Caroline du Nord | Élection de 2022 du 13e district congressionnel de Caroline du Nord | Élection de 2022 du 13e district congressionnel de Caroline du Nord | Élection de 2022 du 13e district congressionnel de Caroline du Nord | Élection de 2022 du 13e district congressionnel de Caroline du Nord |
| ------------------------------------------------------------------- | ------------------------------------------------------------------- | ------------------------------------------------------------------- | ------------------------------------------------------------------- | ------------------------------------------------------------------- |
| Parti                                                               | Parti                                                               | Candidat                                                            | Votes                                                               | %                                                                   |
|                                                                     | Démocrate                                                           | Wiley Nickel                                                        | 143 090                                                             | 51,6                                                                |
|                                                                     | Républicain                                                         | Bo Hines                                                            | 134 256                                                             | 48,4                                                                |
| Total des votes                                                     | Total des votes                                                     | Total des votes                                                     | 277 346                                                             | 100 %                                                               |
|                                                                     | Les Démocrates prennent aux Républicains                            |                                                                     |                                                                     |                                                                     |

### 2024
La primaire démocrate a été annulée. Frank Pierce (D) avance vers l'Élection Générale.
| Primaire républicaine de 2024 du 13e district congressionnel de Caroline du Nord | Primaire républicaine de 2024 du 13e district congressionnel de Caroline du Nord | Primaire républicaine de 2024 du 13e district congressionnel de Caroline du Nord | Primaire républicaine de 2024 du 13e district congressionnel de Caroline du Nord | Primaire républicaine de 2024 du 13e district congressionnel de Caroline du Nord |
| -------------------------------------------------------------------------------- | -------------------------------------------------------------------------------- | -------------------------------------------------------------------------------- | -------------------------------------------------------------------------------- | -------------------------------------------------------------------------------- |
| Parti                                                                            | Parti                                                                            | Candidat                                                                         | Votes                                                                            | %                                                                                |
|                                                                                  | Républicain                                                                      | Kelly Daughtry                                                                   | 22 978                                                                           | 27,4                                                                             |
|                                                                                  | Républicain                                                                      | Brad Knott                                                                       | 15 664                                                                           | 18,7                                                                             |
|                                                                                  | Républicain                                                                      | Fred Von Canon                                                                   | 14 344                                                                           | 17,1                                                                             |
|                                                                                  | Républicain                                                                      | DeVan Barbour IV                                                                 | 12 892                                                                           | 15,4                                                                             |
|                                                                                  | Républicain                                                                      | Josh McConkey                                                                    | 5 926                                                                            | 7,1                                                                              |
|                                                                                  | Républicain                                                                      | Kenny Xu                                                                         | 3 604                                                                            | 4,3                                                                              |
|                                                                                  | Républicain                                                                      | David Dixon                                                                      | 2 146                                                                            | 2,5                                                                              |
|                                                                                  | Républicain                                                                      | Matt Schoemaker                                                                  | 2 003                                                                            | 2,4                                                                              |
|                                                                                  | Républicain                                                                      | Chris Baker                                                                      | 1 089                                                                            | 1,3                                                                              |
|                                                                                  | Républicain                                                                      | Eric Stevenson                                                                   | 844                                                                              | 1,0                                                                              |
|                                                                                  | Républicain                                                                      | Marcus Dellinger                                                                 | 798                                                                              | 0,9                                                                              |
|                                                                                  | Républicain                                                                      | Sid Sharma                                                                       | 614                                                                              | 0,7                                                                              |
|                                                                                  | Républicain                                                                      | James Phillips                                                                   | 565                                                                              | 0,7                                                                              |
|                                                                                  | Républicain                                                                      | Steve Von Loor                                                                   | 427                                                                              | 0,5                                                                              |

| Primaire républicaine de 2024 du 13e district congressionnel de Caroline du Nord | Primaire républicaine de 2024 du 13e district congressionnel de Caroline du Nord | Primaire républicaine de 2024 du 13e district congressionnel de Caroline du Nord | Primaire républicaine de 2024 du 13e district congressionnel de Caroline du Nord | Primaire républicaine de 2024 du 13e district congressionnel de Caroline du Nord |
| -------------------------------------------------------------------------------- | -------------------------------------------------------------------------------- | -------------------------------------------------------------------------------- | -------------------------------------------------------------------------------- | -------------------------------------------------------------------------------- |
| Parti                                                                            | Parti                                                                            | Candidat                                                                         | Votes                                                                            | %                                                                                |
|                                                                                  | Républicain                                                                      | Brad Knott                                                                       | 19 962                                                                           | 90,8                                                                             |
|                                                                                  | Républicain                                                                      | Kelly Daughtry (retrait non officiel)                                            | 1 998                                                                            | 9,2                                                                              |

| Élection de 2022 du 13e district congressionnel de Caroline du Nord | Élection de 2022 du 13e district congressionnel de Caroline du Nord | Élection de 2022 du 13e district congressionnel de Caroline du Nord | Élection de 2022 du 13e district congressionnel de Caroline du Nord | Élection de 2022 du 13e district congressionnel de Caroline du Nord |
| ------------------------------------------------------------------- | ------------------------------------------------------------------- | ------------------------------------------------------------------- | ------------------------------------------------------------------- | ------------------------------------------------------------------- |
| Parti                                                               | Parti                                                               | Candidat                                                            | Votes                                                               | %                                                                   |
|                                                                     | Républicain                                                         | Brad Knott                                                          | 243 655                                                             | 58,6                                                                |
|                                                                     | Démocrate                                                           | Frank Pierce                                                        | 171 835                                                             | 41,4                                                                |
| Total des votes                                                     | Total des votes                                                     | Total des votes                                                     | 415 490                                                             | 100 %                                                               |
|                                                                     | Les Républicains prennent aux Démocrates                            |                                                                     |                                                                     |                                                                     |